# Кирхгоф, Лутц
Лутц Кирхгоф (нем. Lutz Kirchhof; род. 1953, Франкфурт-на-Майне, Германия) — немецкий лютнист.

## Биография
В 1996 году основал Германское Общество Лютни (нем. Deutsche Lautengesellschaft). Играет на фестивалях по всему миру и даёт около ста концертов в год, начиная с 2002 года.
Сотрудничает с вокалистами Максом ван Эгмондом и Дереком Ли Рагином, другими инструменталистами.
Он также играет на лютне в музыкальной группе Дуо Кирхгоф (нем. Duo Kirchhof) со своей женой Мартиной Кирхгоф, которая играет на виоле да гамба и на pardessus de viole.